# In Too Deep (Genesis)
In Too Deep è un singolo del gruppo musicale britannico Genesis, pubblicato nel Regno Unito il 18 agosto 1986 come terzo estratto dal tredicesimo album in studio Invisible Touch.
Il lato B del singolo è il brano strumentale Do The Neurotic, inedito prima di allora.
Nei soli Stati Uniti il brano uscì il 18 gennaio 1987; sul lato B, il brano inedito I'd Rather Be You.

## Nel cinema
Phil Collins inizialmente scrisse il testo di In Too Deep per la colonna sonora del film Mona Lisa (1986) il quale poi uscì nelle sale americane una settimana dopo l'album Invisible Touch, quando nel frattempo alla stesura finale della canzone avevano contribuito anche Tony Banks e Mike Rutherford, come da crediti del disco.
La canzone compare anche nel film American Psycho (2000) il cui protagonista, lo psicopatico Patrick Bateman interpretato da Christian Bale, la descrive come: «la canzone pop più commovente degli anni ottanta, sulla monogamia e sull'impegno. È una canzone che porta lo spirito ad elevarsi. Le parole sono positive, affermative, come mai ho sentito nel rock.»

## Video musicale
Nel videoclip, diretto da Jim Yukich, i Genesis mimano il brano in playback all'interno di una scenografia totalmente bianca, disposta su vari livelli. Tony Banks siede a un pianoforte a coda bianco, Mike Rutherford suona una chitarra classica; Phil Collins canta passeggiando lungo la scena ma alcuni stacchi di montaggio lo riprendono anche seduto alla batteria.

## Tracce
Testi e musiche di Tony Banks, Phil Collins e Mike Rutherford.
Singolo 12"
1. In Too Deep – 4:58
2. Do the Neurotic (strumentale) – 6:58

Singolo 7" (tranne U.S.A.)
1. In Too Deep – 4:39
2. Do the Neurotic (strumentale, abbreviata) – 5:21

Singolo 7" (solo U.S.A.)
1. In Too Deep – 4:39
2. I'd Rather Be You – 3:59

## Formazione
- Tony Banks – tastiere
- Phil Collins – batteria, voce
- Mike Rutherford  – chitarre, basso elettrico

## Classifiche
| Classifica (1986/87)             | Posizione massima |
| -------------------------------- | ----------------- |
| Australia                        | 17                |
| Canada                           | 15                |
| Germania                         | 55                |
| Irlanda                          | 12                |
| Nuova Zelanda                    | 30                |
| Regno Unito                      | 19                |
| Stati Uniti                      | 3                 |
| Stati Uniti (adult contemporary) | 1                 |
| Stati Uniti (mainstream rock)    | 25                |